# Mount (Kampfsport)

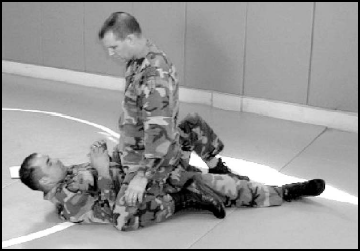
Der Mount als eine der dominantesten Positionen

Bei der Mount handelt es sich um eine Grundposition im Kampfsport. Dabei „sitzt“ der dominante Kämpfer auf dem Brustkorb des Gegners.
Anwendung findet diese Technik vor allem bei Grappling-Kampfsportarten wie dem Luta Livre, dem Sambo, dem Brazilian Jiu-Jitsu, oder bei den Mixed Martial Arts.
Der obere Kämpfer kann so etwa Hebel ansetzen (etwa den Triangle Choke, den Armbar oder eine Kimura). Beim MMA erlauben die Regeln zusätzlich Schläge mit den Fäusten oder Ellenbogen gegen den Kopf, während der unten liegende Kämpfer verteidigen muss.
Die oberste Priorität für den „unteren“ Kämpfer ist das Entkommen aus der Mount und der Wechsel in eine bessere Position, wie etwa der Guard oder ein Sweep, also das „Abwerfen“ des Gegners.

## Verschiedene Varianten der Mount

### Low Mount
Wenn der Kämpfer relativ tief sitzt, spricht man von einer Low Mount. Eine solche bringt eine höhere Stabilität mit sich, da die Beine des Gegners gesichert/blockiert werden können. Die Nachteile bestehen darin, dass sich der dominierende erst nach oben Richtung Brustkorb „arbeiten“ muss, um effektiv anzugreifen.

### High Mount
Wenn ein Kämpfer den Gegner so weit oben „mountet“, dass er mit den Knien unter dessen Achseln ist, spricht man von einer „High Mount“. In dieser Position ist es relativ leicht möglich, den Angreifer zur Seite zu rollen (Sweep), wenn dieser keine ausreichende Stabilität besitzt. Entsprechend den Nachteilen der Low-Mount-Position kann er hier jedoch leichter angreifen.
Allerdings ist ein Abwurf mittels „Bridge and Roll“, eine mit dem Rodeo vergleichbare Technik möglich. Dazu wird die Hüfte angehoben, was zum Ziel hat, den Gegner instabil zu machen. Infolgedessen kann er über die eigene Längsachse gerollt, d. h. „gesweept“ werden. Die Technik wird umso weniger effektiv, je höher der Gegner mountet, da der Schwerpunkt des Gegners auf dem Brustkorb (und damit weg von der Hüfte) liegt.
Eine zu hohe Position ermöglicht unter Umständen ein Entkommen durch eine Vorwärtsbewegung unter den Beinen hindurch, womit der Kämpfer am Boden nun selbst in die Offensive gehen und beispielsweise den Rücken des Gegners angreifen kann.

### S-Mount
Eine Besonderheit stellt die S-Mount dar. Hierbei wird das eine Bein unter dem Nacken des Gegners gelegt, während mit dem anderen der Torso zwischen Achsel und Hüfte blockiert wird. Die Beine liegen also ein wenig wie ein „S“ an.
Ein geübter Kämpfer erreicht so eine höhere Stabilität, da er Bewegungen des am Boden liegenden ausgleichen kann. Zudem kann er aus dieser Position weitere Submissions ansetzen, z. B. den Triangle Choke aus der Mount.

## Submissions aus der Mount

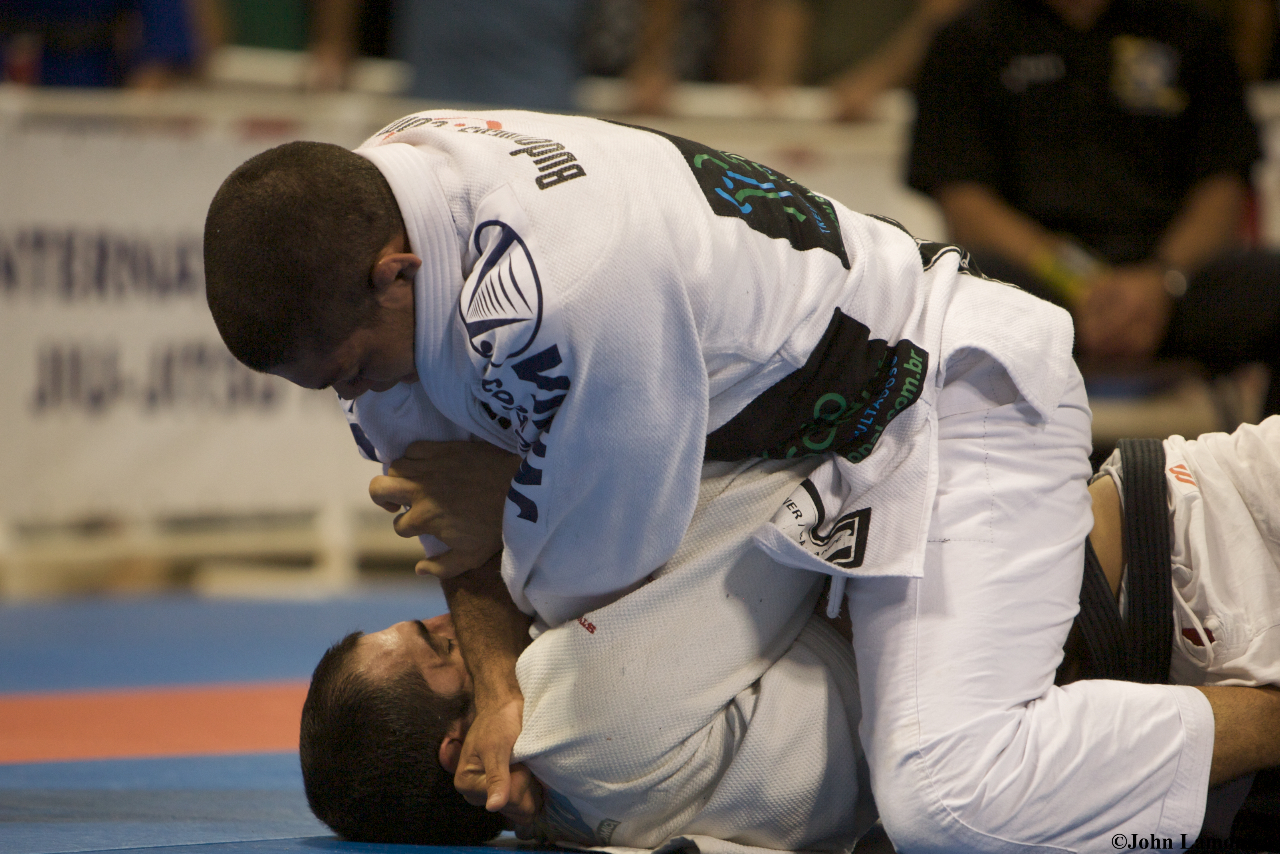
Ein Choke aus der Mount angesetzt

Die Mount-Position ist ideal, um eine Reihe von Armhebeln wie „Kimura“ und „Americana“, Schulterhebel wie „Omoplata“ oder Submissions wie den „Triangle“ anzusetzen.
Wenn der Kämpfer am Boden versucht, den Gegner beispielsweise durch Schubsen oder Schlagen (MMA) herunterzubekommen, kann er des Weiteren einen „Armbar“, ein Überhebeln des Ellenbogengelenks nach hinten, ansetzen.
Auch sind viele Aufgabegriffe (Chokes) aus der Mount möglich. Manche Chokes, bei welchen der GI als Drosselwerkzeug verwendet wird, sind grundsätzlich auf sportliche Veranstaltungen beschränkt, wo der Gegner einen Anzug trägt. Sie sind im MMA oder in einem tatsächlichen Straßenkampf nicht umsetzbar, sofern der Gegner dort nicht ein vergleichbares Kleidungsstück, wie etwa einen Ledermantel, einen Schal oder einen Kapuzenpullover trägt.

## Verteidigung
Wie oben bereits erwähnt, existieren eine Anzahl von Möglichkeiten, aus der Mount zu entkommen. Hierbei ist zwischen „Escapes,“ welche also ausschließlich das Entkommen zum Ziel haben, und „Sweeps“ also Positionswechseln durch Drehen zusammen mit dem Gegner zu unterscheiden.

### Escapes

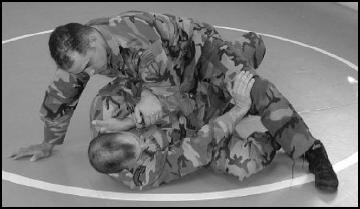
Shrimp-Escape: Der untere "sprengt mit seiner Hüfte die Beine des Gegners auf und bringt sein anderes Knie rein (vgl. auch "Knee Shield Half Guard")

Typische Escapes sind der back door escape (unter dem Gegner durchbewegen), bridging (auch upa escape genannt), bei welchem die Hüften nach oben und zur Seite gedreht werden („Rodeo“-Abwurf), je nachdem, wie weit oben der Gegner auf dem Brustkorb sitzt.
Eine weitere Alternative ist das sogenannte shrimpen, bei welchem mittels Hand oder Ellenbogen auf der einen Seite und der Hüfte auf der anderen Seite Platz zwischen den Beinen geschaffen wird, um sich dann rückwärts herauszubewegen.
Das Ziel ist hierbei ein Gegenangriff, entweder zur Guard oder zur Half Guard.

### Sweeps
Mithilfe des Hip Bump Sweeps bringt man den Gegner zunächst dazu, dass er sich am Boden abstützen muss. Der Arm kann dann in der Folge mittels einer Schwimmbewegung am eigenen Körper geblockt werden, so dass der Schwerpunkt des Gegners nah am eigenen Körper liegt. Durch Blocken des Fußes kann nun ein Hebel geschaffen werden, durch welchen sich beide Gegner als Einheit um die eigene Längsachse rollen können.
Der Nachteil dieser Technik ist, dass man sich immer noch unter Kontrolle des Gegners (nun in der Guard) befindet, aus welcher nun weiter herausgearbeitet werden muss. Man befindet sich also immer noch ein einer ungünstigen, lediglich in einer minder-ungünstigen Position.
Unter Umständen kann jedoch so das Überraschungsmoment genutzt werden.